# Herman Niklas Grim
Herman Niklas Grim (1641–1711) was een Zweedse arts en natuuronderzoeker in dienst van de Vereenigde Oostindische Compagnie. Hij diende enkele jaren op Ceylon, het huidige Sri Lanka. Ook maakte hij een aantal studiereizen in andere delen van Azië en het zuiden van Afrika.
Grim schreef in 1677 Laboratorium chymicum : gehouden op het voortreffelycke Eylandt Ceylon. In dit werk beschreef hij inheemse planten en dieren van het eiland en hun medische toepassingen.
In 1683 gaf hij de eerste uitvoerige beschrijving van Nepenthes distillatoria, een vleesetende bekerplant die endemisch is op Sri Lanka. Grim was de eerste die ontdekte dat Nepenthes-planten hun vangbekers met zelfgeproduceerde vloeistof vullen. Hij noemde de plant daarom Planta mirabilis destillatoria, oftewel 'wonderlijke destillerende plant'.
In 1686 beschreef Grimm voor het eerst de gewone duiker. Carl Linnaeus gaf in 1758 het dier de naam Sylvicapra grimmia.
- Gemeinsame Normdatei: 102502552
- International Standard Name Identifier: 0000 0000 5251 1823
- Nederlandse Thesaurus van Auteursnamen: 068922329
- LIBRIS: 242006
- Système universitaire de documentation: 260555320
- Virtual International Authority File: 291696740
- WorldCat: E39PBJhhp4rgwWdPrvhjKXvPwC